# Poecilobdella blanchardi
Poecilobdella blanchardi är en ringmaskart som först beskrevs av Moore 1901.  Poecilobdella blanchardi ingår i släktet Poecilobdella och familjen käkiglar. Inga underarter finns listade i Catalogue of Life.